# Saǥai Muittalægje
A Saǥai Muittalægje (mai helyesírással Ságaid Muitaleadji, magyarul "Hírmondó") egy számi nyelvű újság volt a 20. század első éveiben, 1904 és 1911 között. Ezen idő alatt 33 kiadást ért meg. Anders Larsen (1870-1949), az első számi nyelvű regény írója alapította az újságot.
A Saǥai Muittalægje volt az egyik első számi nyelven megjelenő sajtótermék. A számi nemzeti himnuszt is ebben az újságban publikálták először, 1906. április 1-jén.

## Külső hivatkozások
- Részletek az újságból
- A Saǥai Muittalægje története
- A számik asszimilációja (Saǥai Muittalægje - szélesebb kontextusban)
- Számi kultúra az északi országokban (A sajtóról)